# 楊熙勝
楊熙勝（韓語：양희승，1970年4月14日—），韓國電視劇編劇。

## 作品
- 1996年：MBC《三個男子三個女子（朝鲜语：남자 셋 여자 셋）》
- 1998年：SBS《順風婦產科》
- 2000年：MBC《New Non-Stop（朝鲜语：뉴 논스톱）》
- 2002年：SBS《認真生活（朝鲜语：똑바로 살아라）》
- 2003年：MBC《Non-Stop 4（朝鲜语：논스톱 4）》
- 2009年：OCN《丁若鏞》
- 2010年：MBC《越看越可愛》
- 2014年：tvN《高校處世王》
- 2015年：tvN《Oh 我的鬼神君》
- 2016年：MBC《舉重妖精金福珠》
- 2018年：tvN《認識的妻子》
- 2020年：KBS《結過一次了》
- 2023年：tvN《浪漫速成班》

## 外部連結
- NAVER搜索 （页面存档备份，存于）